# Heliophanus parvus
Heliophanus parvus este o specie de păianjeni din genul Heliophanus, familia Salticidae, descrisă de Wesolowska, van Harten, 1994. Conform Catalogue of Life specia Heliophanus parvus nu are subspecii cunoscute.